# Coroană suedeză
Coroană suedeză (svensk krona) este unitatea monetară oficială a Suediei. În circulație există monede cu valori  de 1, 2, 5 și 10 coroane, cât și bancnote cu valori nominale de 20, 50, 100, 200, 500 și 1.000 de coroane.